# 팔각산
팔각산(八角山)은 대한민국 경상북도 영덕군에 있는 높이 628m의 산이다.

## 이름의 유래
모가 난 8개의 바위 봉우리가 형성되어 있어 팔각산이라고 부른다.

## 등산로
- 도전리 - 1봉 - 정상(628m) - 학소대 - 침수정 - 병풍암 - 구슬바위
- 도전리 - 1봉 - 정상(628m) - 573봉 - 산성골

## 같이 보기
- 한국의 산